# Kaleń Pierwszy
Kaleń Pierwszy (do 1996 Kaleń) – wieś sołecka w Polsce położona w województwie mazowieckim, w powiecie garwolińskim, w gminie Sobolew.
Od kiedy 1 stycznia 1973 do powiatu garwolińskiego zpowiatu ryckiego włączono wieś Kaleń, w gminie Sobolew istaniały dwie wsie o nazwie Kaleń. 28 marca 1996 Kaleń przyłączony z powiatu ryckiego przemianowano na Kaleń Drugi, natomiast Kaleń pozostający cały czas przy powiecie garwolińskim na Kaleń Pierwszy.
W latach 1975–1998 miejscowość administracyjnie należała do województwa siedleckiego.
Mieszkańcy wsi należą do rzymskokatolickiej parafii Świętej Rodziny i św. Apostołów Piotra i Pawła w Sobolewie.
Dawniej miejscowość figurowała także pod nazwą Kaleń A.